# Rheinbrücke Diessenhofen–Gailingen
Die Rheinbrücke Diessenhofen–Gailingen ist eine Straßenbrücke, die zwischen Diessenhofen und Gailingen den Hochrhein sowie die Grenze zwischen der Schweiz und Deutschland überspannt. Die gedeckte Holzbrücke weist einen 2,8 Meter breiten Fahrstreifen auf und darf von Kraftfahrzeugen mit bis zu 10 Tonnen Gesamtgewicht befahren werden. Sie ist die einzige vollständig erhaltene Holzbrücke am Hochrhein und zählt zu den heute seltenen Pfahljochbrücken. 1972 wurde das im Eigentum der Stadt Diessenhofen befindliche Bauwerk durch die Schweizerische Eidgenossenschaft und den Kanton Thurgau zum „Geschützten Baudenkmal“ erklärt. Seit 1981 steht es unter Bundesschutz.

## Geschichte
Warenverkehr in nordsüdlicher Richtung und der Schutz kyburgischen Eigentums nördlich des Rheins führten wohl schon um 1180 zum Bau einer festen Rheinquerung bei Diessenhofen. Urkundlich ist die erste Holzbrücke für das Jahr 1292 nachgewiesen. Brückenzoll wurde ab 1294 erhoben und gehörte dem Stadtherrn, war aber ab 1399 dauernd an
die Stadt verpfändet, die ab 1460 auch den Rheinzoll (Schifffahrtszoll) besaß. Der Brückenzoll war damals die wichtigste Einnahmequelle der Gemeinde. Damit mussten auch die häufigen Instandsetzungsarbeiten an der offenen Holzbrückenkonstruktion finanziert werden.
Die älteste Abbildung aus dem Jahr 1548 stellt eine offene Holzbrücke mit acht Pfahljochen und beidseitigen steinernen Brückentoren dar. Auf der Brückenmitte befand sich ein „Winkhus“ zum Aufenthalt eines Schiffseinweisers; die Brücke war (und ist) für Schiffe schwer zu passieren und wurde wiederholt massiv beschädigt. Die Brückenöffnung vor dem zweigeschossigen Stadttor war zur besseren Verteidigung als Zugbrücke ausgebildet.

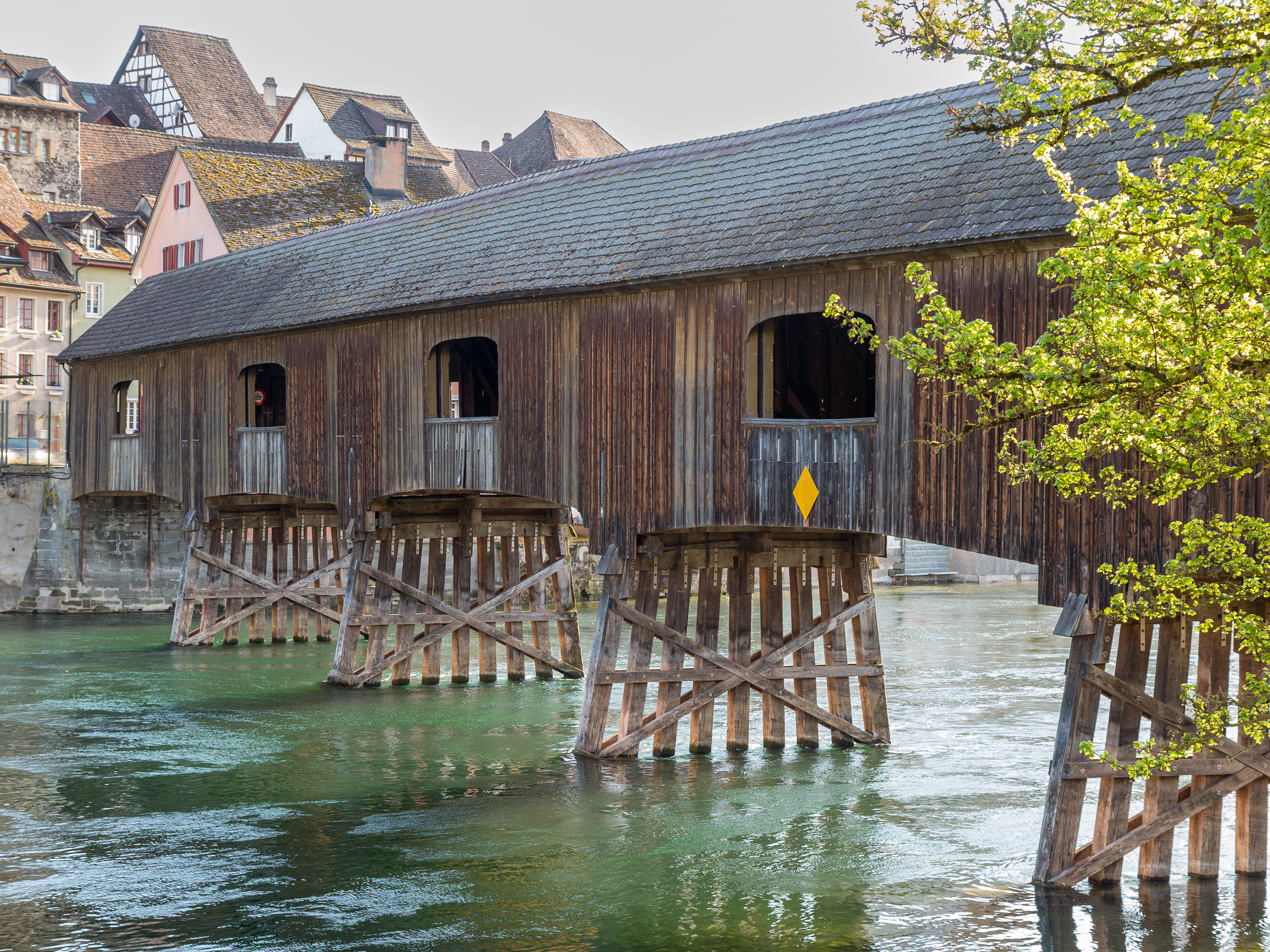
Pfahljoche der Holzbrücke (2017)

Aufgrund zunehmender schwerer Mängel wurde die Brücke von Oktober 1667 bis Februar 1668 durch einen Neubau vom Schaffhauser Baumeister Heinrich Altenburg ersetzt. Die wiederum offene Holzkonstruktion hatte sechs Pfahljoche und war in Brückenmitte auf 14 Meter langen Pfählen, teilweise mit eisernen Spitzen, 1,5 bis 2,5 Meter tief in die Flusssohle eingerammt, gegründet. Insgesamt wurden 52 Eichen, 2 Buchen und 3 Föhren verbaut. Die Brücke wurde zwischen 1668 und 1750 vollständig gedeckt und seitlich bis auf halbe Höhe mit Holz verschalt. Am 8. Oktober 1799 setzten zurückziehende russische Truppen die Brücke in Brand.
Nach einer Notbrücke von 1801 beauftragte die Gemeinde Diessenhofen 1814 den Schaffhauser Stadtwerkmeister Andreas Widtmer mit dem Bau einer neuen Rheinbrücke. Bis Herbst 1816 war die heute noch stehende Konstruktion, eine überdachte Holzbrücke mit fünf Öffnungen, errichtet. Die Baukosten betrugen 25'871 Gulden. Im April 1865 wurde die Brücke zur Verbesserung der Durchfahrt um 78 Zentimeter angehoben. Ein Bombenabwurf der United States Army Air Forces zerstörte am 9. November 1944 den deutschen Brückenabschnitt samt Widerlager. Die Reparaturkosten in Höhe von 70'000 Franken übernahmen die USA. 1947 war die Brücke wieder benutzbar. Instandsetzungen folgten 1973 und 1996. Im Jahr 2003 erfolgte ein Austausch aller im Wasser stehenden Jochpfähle.

## Konstruktion
Die Holzbrücke weist fünf Felder mit Stützweiten von 17,5 Meter (nach anderer Quelle 18,9 Meter), 17,6 Meter, 17,2 Meter, 15,2 Meter und 16,2 Meter auf. Die Haupttragkonstruktion in Längsrichtung besteht aus einem doppelten Sprengwerk. Holzbohlen bilden die Fahrbahn. Diese liegen auf Längsträgern, die über Querträger und Hängesäulen die Lasten in das Sprengwerk weiterleiten. Die tragenden Bauteile sind aus Eichenholz, die Verkleidung aus preisgünstigerem Nadelholz. Die lichte Brückenbreite zwischen den Wänden beträgt 5,05 Meter.
Die Brückenpfeiler bestehen jeweils aus einer Reihe von neun, 9,8 Meter langen Eichen-Pfählen, die durch Holzbalken und hölzerne Andreaskreuze miteinander verbunden sind. Die Pfähle hatten bis zur Instandsetzung im Jahr 2002 rund 2 Meter in die Rheinsohle eingebunden. Seitdem werden diese von einem Stahlbetonbalken getragen, der auf Bohrpfählen gegründet ist.

## Schifffahrt

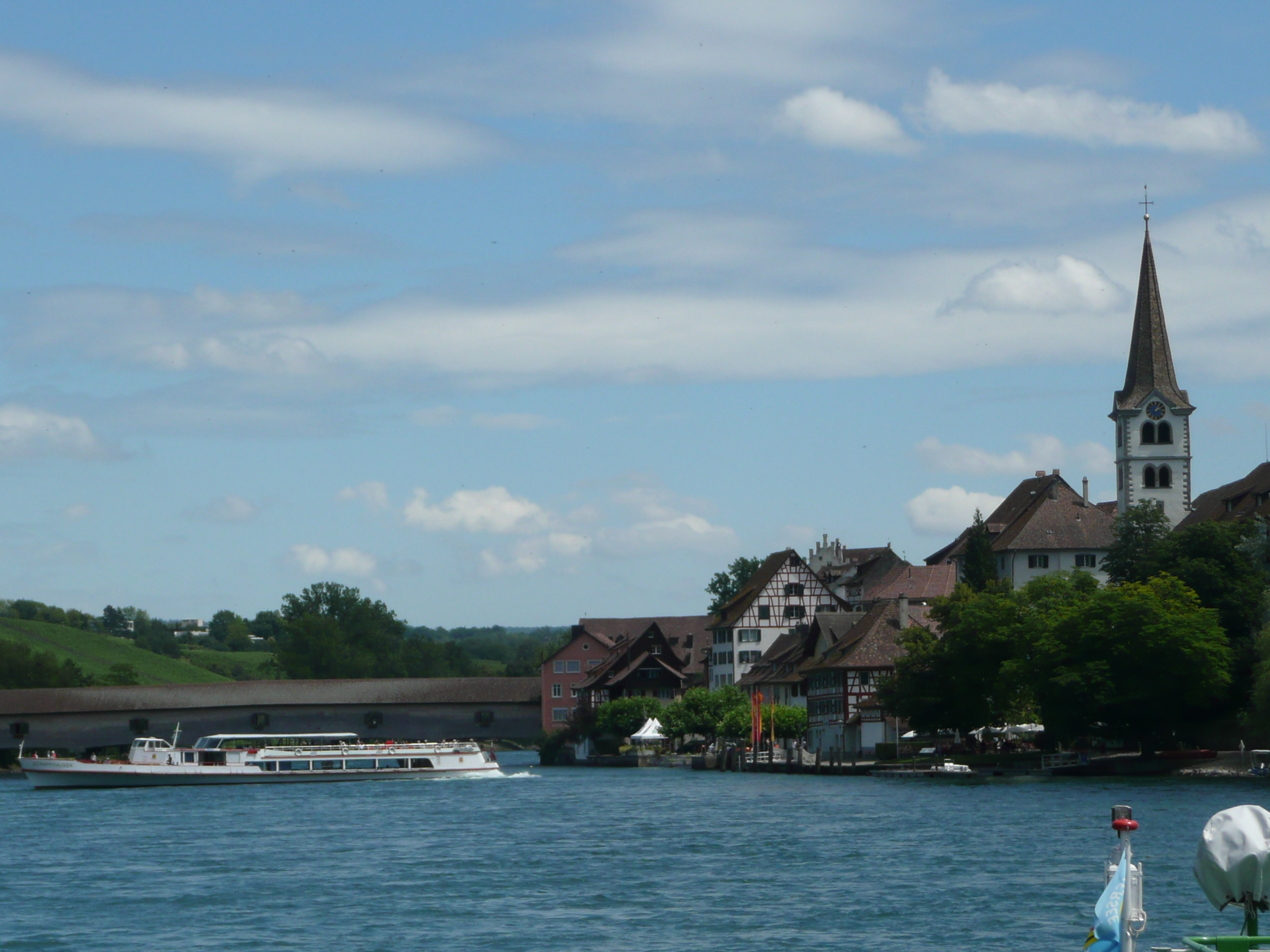
Die MS Schaffhausen beim Wendemanöver in Diessenhofen

Die lichte Durchfahrtshöhe der Brücke ist so niedrig, dass Schiffe der Schweizerischen Schifffahrtsgesellschaft Untersee und Rhein vor der Durchfahrt die Bugmasten, Kabine und das Sonnensegel absenken. Bei Hochwasser ist das Bauwerk nicht passierbar. Die Brücke ist dann von den Fahrgästen zu Fuß zu umgehen, um auf der in Fahrtrichtung gelegenen Seite in ein anderes Schiff einzusteigen.